# Békéssámson
Békéssámson község a Dél-Alföldi régióban, Békés vármegyében, az Orosházi járásban, a Körös–Maros közén, a Csongrádi-síkon.

## Fekvése
Az Alföld déli, a megye délnyugati részén található, közvetlenül Békés és Csongrád-Csanád vármegyék határánál, a Száraz-ér mellett. A megye székhelyétől, Békéscsabától körülbelül 60 kilométerre, a Csongrád-Csanád vármegyei Hódmezővásárhelytől valamivel több, mint 20 kilométerre, míg a legközelebbi várostól, Tótkomlóstól bő 10 kilométerre fekszik. A szomszédos települések: észak felől Kardoskút, kelet felől Tótkomlós, dél felől Makó, nyugat felől Hódmezővásárhely, északnyugat felől pedig Székkutas.
Természetföldrajzilag az Alföld Körös–Maros köze középtájának Csongrádi-sík nevű kistájához tartozik.
2017. július 3-án a településen mérték minden idők országos napi maximum hőmérsékleti rekordját, ami 40,1 fok volt.

### Megközelítése
Közúton Hódmezővásárhely és Tótkomlós felől is a két várost összekötő 4421-es úton érhető el. Az út a belterület északi peremén halad el, a központba csak a 44 149-es számú mellékút vezet, amire a 4421-es 9,700-as kilométerszelvényénél lehet letérni. Régen – évtizedekkel ezelőtt – ez a mellékút még a 4422-es út részét képezte, melynek révén a település közvetlen közúti összeköttetésben állt Orosházával és Makóval is, de annak az útnak a Békés megyei szakaszát mára szinte teljes egészében alsóbbrendű utakká minősítették vissza, részben meg is szüntették.
A település keleti határszélén elhalad még az Orosháza-Mezőhegyes közti 4427-es út is, de lakott területeket nem érint.
A közúti tömegközlekedést a településen élők számára a Volánbusz autóbuszai biztosítják.
Vasútvonal nem vezet át a községen, a legközelebbi vasútállomás a nagyjából 10 kilométerre lévő Tótkomlóson található, a MÁV 125-ös számú Mezőtúr–Orosháza–Mezőhegyes–Battonya-vasútvonalán működő Tótkomlós vasútállomás.

## Története
Már az avar korban laktak a területen. Erre bizonyíték: a falu belterületén lovassírt tártak fel, melyet az Orosházi Szántó Kovács János Múzeumban őriznek. A 11. században a községnek Árpád-kori temploma is volt, melynek ma már a romjai sem találhatók meg.
A tatárjárás után a vidék teljesen elnéptelenedett. A legközelebbi híradások szerint Zsigmond király (1387–1437) uralkodása alatt már a Hunyadi-család birtokai közé tartozott. Mátyás (1458–1490) 1464-ben a nagylaki Jaksics családnak adományozta. Később, a török pusztítások idején, ismét elnéptelenedett, a területet legelőként használták a vásárhelyi jobbágyok. Lippa eleste után 1552-ben portyázó török csapatok elpusztították a falut.
A település 1566-ig Csanád vármegyéhez tartozott, majd 1715-től 1877-ig Csongrád vármegyéhez. 1722-ben Károlyi Sándor vásárolta meg a területet, később bérbe adta ki makai gazdáknak. Más források szerint labanc érdemeinek elismeréseként kapta meg Károlyi Sándor ezt a területet III. (Habsburg) Károly királytól.
1765-ben Károlyi Antal dohánytermesztőket telepített le itt, a dohánytermelők római katolikus vallásúak voltak, és 1782-ben vályogtemplomot emeltek. 1825-ben új templomot építettek, amelyhez 1827-ben fatornyot építettek. A feljegyzések szerint 1711-ben Trencsényi Mária ezüstkelyhet adományozott az egyháznak. Természetesen a Római katolikus Egyházról van szó ebben az esetben, hiszen református gyülekezetet sokkal később alapítottak.
1860-ban a falut jelenlegi helyére telepítették át, a Száraz-ér bal partjára. Ugyanebben az évben a római katolikusok önálló egyházközséggé váltak.
A település 1877-től napjainkig Békés megyéhez tartozik . 1926-ban József főherceg fia, József Ferenc főherceg is ellátogatott a faluba, ahol a ligetben felavatta az első világháborús emlékművet.
Az 1920-as évek elején a Zselénszky család birtokába került a terület. Zselénszky János  több reformot vezetett be, ezek közé tartozik a Békéssámsont és Tótkomlóst összekötő keskeny nyomtávú vasútvonal 1948-ban, melyet 1970-ben számoltak fel. Cselédlakásokat is építtetett, melyek a falu határában vannak. Ezek az épületek ma is lakottak. A falu lakosainak száma ebben az időszakban rohamosan nőtt, a faluhoz tartozó tanyavilággal együtt meghaladta a 4600 főt. 80%-uk ekkor földműveléssel foglalkozott.
Az 1950-es években négy éven át Magyar Ellenállási Mozgalom néven egy kb. húszfős csoport tevékenykedett. Röplapjaikat – például Sír a magyar róna, ruszki csizma nyomja, vagy Ávós spicli, figyelünk! szöveggel – országszerte terjesztették. A csoport tagjai közül két főt halálra, többeket pedig hosszú börtönbüntetésre ítéltek.
1963. június 16-án 10 óra 52 perckor a település határában zuhant le a román TAROM légitársaság YR-ILL lajstromjelű nemzetközi járata. A katasztrófát a gépen tartózkodók közül senki sem élte túl.

### Nevének eredete
A település nevét feltehetőleg első lakosai egyikéről kaphatta. Hosszú időn keresztül a Békés előtag nélkül, mint Sámson szerepelt az okiratokban.

## Közélete

### Polgármesterei
- 1990–1994: [id.] Annus István (FKgP)[5]
- 1994–1998: [id.] Annus István (FKgP)[6]
- 1998–2002: [id.] Annus István (FKgP)[7]
- 2002–2006: Barna Jánosné (független)[8]
- 2006–2010: Barna Jánosné (független)[9]
- 2010–2014: Barna Jánosné (független)[10]
- 2014–2019: Zámbori Tamás (Fidesz-KDNP)[11]
- 2019–2024: [ifj.] Annus István (független)[12]
- 2024– : Annus István (Fidesz)[1]

A település önkormányzatának képviselő-testülete a 2010-es önkormányzati választás óta, a polgármesterrel együtt 7 főből áll.

## Népesség
A település népességének változása:
- 1850: 1496 fő
- 1890: 3277 fő
- 1910: 4374 fő
- 1920: 4291 fő
- 1930: 4389 fő
- 1940: 4472 fő
- 1948: 4970 fő
- 1983: 2841 fő
- 1990: 2577 fő
- 2001: 2646 fő
- 2010: 2371 fő[13][14][15]

| Lakosok száma | 2445 | 2426 | 2381 | 2233 | 2246 | 2170 | 2155 |
|               | 2013 | 2014 | 2015 | 2021 | 2022 | 2023 | 2024 |

2001-ben a település lakosságának 99%-a magyar, 1%-a egyéb (főleg cigány, szlovák és német) nemzetiségűnek vallotta magát.
A 2011-es népszámlálás során a lakosok 89,7%-a magyarnak, 0,2% németnek, 0,3% románnak, 0,4% szlováknak mondta magát (10,2% nem nyilatkozott; a kettős identitások miatt a végösszeg nagyobb lehet 100%-nál).
2022-ben a lakosság 89,6%-a vallotta magát magyarnak, 0,4% szlováknak, 0,3% németnek, 0,2% cigánynak, 0,7% egyéb, nem hazai nemzetiségűnek (10,3% nem nyilatkozott; a kettős identitások miatt a végösszeg nagyobb lehet 100%-nál). Vallásuk szerint 18,8% volt római katolikus, 10,9% református, 0,7% evangélikus, 0,1% görög katolikus, 2,6% egyéb keresztény, 0,7% egyéb katolikus, 29% felekezeten kívüli (36,9% nem válaszolt).

## Vallás
A 2001-es népszámlálás adatai alapján a lakosság kb. 49,5%-a római katolikus, kb. 23%-a református és kb. 1,5%-a evangélikus vallású. Más egyházhoz vagy felekezethez kb. 2% tartozik. Nem tartozik egyetlen egyházhoz sem, vagy nem válaszolt kb. 24%.
2011-ben A vallási megoszlás a következő volt: római katolikus 27,3%, református 13,8%, evangélikus 1%, felekezeten kívüli 32,2% (22,1% nem nyilatkozott).

### Római katolikus egyház
A település lelkészségét 1825-ben alapította a Váci egyházmegye. 1865-ben kapott plébániai rangot. 1939-ben csatolták a Szeged-Csanádi egyházmegyéhez. Jelenleg a Szeged-csanádi Egyházmegye (püspökség) Békési Főesperességének Orosházi Esperesi Kerületébe tartozik, mint önálló plébánia. Plébániatemplomának titulusa: Sarlós Boldogasszony. Római katolikus anyakönyveit 1825-től vezetik.

### Református egyház
A Tiszántúli Református Egyházkerület (püspökség) Békési Református Egyházmegyéjébe (esperesség) tartozik, mint önálló anyaegyházközség.

### Evangélikus egyház
A Déli Evangélikus Egyházkerület (püspökség) Nyugat-Békési Egyházmegyéjében (esperesség) lévő Tótkomlósi Evangélikus Egyházközséghez tartozik, mint szórvány.

## Gazdaság

### Ipar
A munkaképes lakosság nagy része a közeli Hódmezővásárhelyre jár dolgozni.

## Természeti értékek
- A település határát is érinti a Körös–Maros Nemzeti Park Csanádi puszták nevű területe. Számos védendő alföldi fajnak őrzi jelentős állományát. A legtöbb értékes növényfajnak a löszpusztagyepek adnak otthont. A terület szikes pusztáinak kiemelkedő értéket ad az őszi csillagvirág állomány. A nedves kaszálórétek szélein tenyészik védett, bennszülött növényünk, az erdélyi útifű és a réti őszirózsa. Európai vonatkozásban is kiemelkedő jelentőségű madárvonulási folyosó részét képezi ez a terület, elsősorban a daru, a récefélék és a parti madarak tekintetében.[22]

## Látnivalók
- A békéssámsoni református gyülekezet temploma 1872-ben épült. A terveket Trutsko Ferenc nevű mesterember készítette. Stílusát tekintve a templom magyar stílusban épült. A torony nem együtt épült a templommal, hanem néhány évvel később, 1889-ben. A torony csúcsán lévő a csillag 15 méter magasan hirdeti a falu egyetlen templomáról református voltát. A templom belső tere 8 m x 17 m, ülőhelyeinek száma 220.  Az elmúlt néhány évben felújították a templomot, ekkor szakértő állapította meg, hogy a templombelső nem kizárólag magyar stílusú. A szószék korlátja, a karzat korlátja valamint a padok végét díszítő egyszerű faragás nem magyar, sokkal inkább tót motívumokat mutat . A toronyban két harang szólal meg minden nap, hogy jelezze a delet, valamint a reggeli és esti órákat, valamint a halál esetén is szól. A faluban az 1950-es évekig külön hírharang szól ha férfi, asszony vagy gyermek hunyt el. Egy presbiteri határozat alapján törölték el. A templom háromszáz kilogrammos nagyobbik harangját 1922-ben Diósgyőrben öntötték acélból. A 240 kilogrammos kisebbik harang 1889-ben készült. Készítője Hönig Frigyes mester.
- Római katolikus (Sarlós Boldogasszony-) templom: 1825-ben épült. Kis fatornya 1827-ben készült.
- I. világháborús emlékmű: 1926-ban avatták fel.
- Székelykapu: A Millecentenárium tiszteletére emelték.
- 1848-49-es emlékmű.
- Magtár: A 19. század elején épült.
- A békéssámsoni légi katasztrófa emlékműve: az 1963. évi légi baleset emlékére emelték.
- "Török-hídˇ: Valószínűleg az 1720-as években épült a Száraz-ér felett. Kétlyukú híd.

## Sport
- Labdarúgás: A jelenleg Békéssámsoni Sport Klub néven szereplő csapat a Békés megyei bajnokság III. osztály, Déli csoportjában játszik.
- Karate
- Dózsa Vadásztársaság (ha a vadászatot sportnak tekintjük.)